# Melophagus grunini
Melophagus grunini är en tvåvingeart som beskrevs av Maa och Doszhanov 1980. Melophagus grunini ingår i släktet Melophagus och familjen lusflugor. Inga underarter finns listade i Catalogue of Life.